# پاشلک اشرافی
پاشلک اشرافی (نام علمی: Gallinago nobilis) نام یک گونه از تیره آبچلیک است.